# Elaphoglossum cordifolium
Elaphoglossum cordifolium är en träjonväxtart som beskrevs av Eduard Rosenstock. Elaphoglossum cordifolium ingår i släktet Elaphoglossum och familjen Dryopteridaceae. Inga underarter finns listade.